# Mario and Luigi: Dream Team Bros.
Mario et Luigi: Dream Team Bros., connu sous le nom Mario and Luigi: Dream Team en Amérique du Nord et Mario and Luigi RPG 4: Dream Adventure (マリオ&ルイージRPG4 ドリームアドベンチャー, Mario ando Ruīji Aru Pī Jī Fō: Dorīmu Adobenchā) au Japon, est un jeu vidéo édité par Nintendo et développé par AlphaDream sorti en juillet 2013 sur Nintendo 3DS. Il s'agit du quatrième titre de la série de RPG Mario & Luigi et de la suite de Mario et Luigi : Voyage au centre de Bowser.

## Synopsis
La Princesse Peach reçoit une invitation en provenance de l'île des Koussinos pour faire du tourisme (par son propriétaire, le docteur Coltard), car cette île est réputée pour les rêves de ses habitants. Celle-ci est accompagnée par nos protagonistes Mario et Luigi et plusieurs personnages tels que Papy Champi ou des Toads, puis par Étoile d'Or à leur arrivée.
Pendant que Luigi dort sur un mystérieux coussin, la Princesse Peach est kidnappée dans le rêve de Luigi par Antasma, une chauve-souris maléfique qui était prisonnière du monde onirique; la recherche de Mario le mène à la rencontre d'Oniluigi, un Luigi avec des pouvoirs spéciaux, et Prince Tédibert, le prince des Koussinos, qui furent emprisonnés par Antasma après avoir détruit la Pierre Sombre, une des deux reliques de l'île (avec la Pierre des Rêves) qui exaucent le vœu de tous ceux qui les touchent. Retourné au monde réel, les frères commencent leur voyage et se rendent au Parc de l'Éveil et rencontrent Trêvieux, un vieux Koussinos et ouvre un passage aux Profondeurs du Rêve.
Bowser arrive et s'incruste aux Profondeurs, rencontre Antasma et s'allie à lui pour vaincre Mario ; échouant, il décide de kidnapper Peach plus tard. Mario et Luigi se rendent alors au Désert du sommeil, là où la Pierre des Rêves réside, dont Antasma est à sa recherche. Arrivés sur le site où la Pierre est enfouie, ils apprennent que Bowser et Antasma l'ont volée. Le prochain rêve de Luigi les mène au Mont Pyjama, indiqué par l'âme de la Pierre des Rêves. Arrivés, Bowser et ses acolytes jouent une berceuse endormant tous les habitants, augmentant la puissance de la Pierre des Rêves et le vœu d'Antasma s'exauce : un château impénétrable pour lui et Bowser, le Néobowserium ; Mario est alors piégé par Kamek qui était déguisé en Peach à la plage Lidemer. Docteur Coltard arrive et les informe de l'existence de 《l'Ultilit》, qui après que les frères aient réussis à le reconstruire aux Bois Somnam, est utilisé pour rencontrer Protodor, un énorme oiseau multicolore légendaire capable de briser le bouclier du Château Noir de Bowser. 
Après une confrontation, Protodor les aide et les frères atteignent Bowser, après avoir vaincu Antasma. Bowser, de ses dernières forces, aspire la Pierre des Rêves et devient OniBowser. Mario et Luigi réussissent à le vaincre et sauvent Peach. Bowser, souhaitant sa revanche, tombe dans l'océan dû à une pluie de pièces sur toute l'île Koussinos.

## Gameplay (Système de jeu)
Le joueur contrôle Mario. Il peut également, après en avoir acquis la possession, utiliser les marteaux, faire des sauts en vrille ou en "balle" ou encore se transformer en foreuse. Dans le Monde Onirique, Oniluigi peut "fusionner" avec divers éléments en arrière-plan, pour permettre au joueur d'avancer dans sa quête.
Les combats se déroulent selon les standards de la série, c'est-à-dire au tour par tour. Mario, Luigi, et les différents ennemis attaqueront donc chacun leur tour, il est impossible que l'adversaire esquive vos attaques (à noter cependant que certains ennemis sont à même de les bloquer, de les rendre inefficaces, ou de ne tout simplement pas prendre de dommages, par exemple si vous essayer de frapper au marteau un ennemi volant). En revanche, Mario et Luigi, eux, peuvent esquiver la majorité des attaques ennemies voire parfois contre-attaquer.
Il existe dans ce jeu trois types de combats. Les combats "classiques", se déroulant dans le monde réel, où Luigi et Mario combattront côte-à-côte. Les combats oniriques, qui ne peuvent avoir lieu qu'au sein du monde onirique, dont le fonctionnement est similaire à celui des combats dit "classiques" à quelques nuances près. Oniluigi joindra dès le début du combat ses forces à Mario en « fusionnant » avec lui. Mario combattra donc seul mais verra ses attaques renforcées. Enfin, les combats de titans, peu nombreux (au nombre de cinq), se déroulent à certains moments importants de l'histoire. Ce sont tous des combats de boss, que le joueur à le loisir de refaire dans l'arène du château Koussinos. Dans le cas des combats de titans, Oniluigi et Mario se retrouvent en difficulté face à un ennemi bien trop grand pour eux. Etoile d'Or devra alors toucher le "L" brillant sur la casquette de Luigi endormi, afin d'augmenter progressivement la taille d'Oniluigi, jusqu'à ce que ce dernier devienne géant. Ces combats nécessitent l'utilisation d'un stylet, et se déroulent, contrairement aux deux autres types de combats, en tenant la console horizontalement. Des configurations demandant au joueur s'il est droitier ou gaucher, sont pour cela présentes dans le menu de départ.

## Personnages

### Protagonistes
- Mario
- Luigi
- Oniluigi
- Oniluigi géant & Mario

### Antagonistes
- Bowser
- Antasma

### Personnages secondaires
- Princesse Peach
- Charlie Bloc
- Étoile d'Or
- Kamek
- Docteur Coltard
- Prince Tédibert
- Trio d'élites
- Ancionio
- Mr. Brikol
- Brenda
- Esprit de la pierre des rêves
- Kylie Koopa
- Les frères Musculo
- Les 4 Hourraches
- Papy Champi
- Rose Bloc
- Hypnolite et ses 3 frères et sœurs
- Protodor

## Boss

### Monde réel
1. ??? (Antasma combat tutoriel)
2. Pyroplasme
3. Roupibot
4. Cornevisse
5. Brikmouth
6. Wiggler
7. Le Pargne
8. Dictador
9. Onibowser (boss final monde réel)

#### Version X
1. Roupibot X
2. Cornevisse X
3. Brikmouth X
4. Dictador X
5. Bowser Jr. (Boss secret)

### Monde onirique
1. Onimario
2. Bowser et Antasma
3. 4 Hourraches : disciple bleu, disciple orange, disciple blanc et disciple jaune (combats à conditions)
4. Musculobaf
5. Trio d'élite
6. Kamek (3 fois)
7. Antasma (boss final monde onirique)

#### Version X (onirique)
1. Bowser X et Antasma X
2. Musculobaf X
3. Trio d'élite X
4. Antasma X

### Géants
1. Excavatron (combat tutoriel)
2. Mont Pyjama
3. Morphinger
4. Protodor
5. Onibowser Géant

#### Version X (en géante)
1. Excavatron X
2. Mont Pyjama X
3. Morphinger X
4. Protodor X
5. Onibowser Géant X
6. Ruée des Boss de tous les géants X[6]

## Lieux

### Monde réel
- Aérodrome Koussinos
- Château Koussinos
- Parc de l'Éveil
- Désert du sommeil
- Évolis
- Mont Pyjama
- Plage Lidemer
- Bois Somnam
- Néobowserium

### Monde Onirique
- Château Koussinos onirique
- Parc de l'Éveil onirique
- Désert du Sommeil onirique
- Évolis onirique
- Mont Pyjama onirique
- Plage Lidemer onirique
- Bois Somnam onirique
- Néobowserium onirique
- Abysses oniriques